# Besir Iseni
Besir Iseni (ur. 2 maja 2000 w Skopje) – macedoński piłkarz, występujący na pozycji obrońcy w albańskim klubie KF Tirana oraz w reprezentacji Macedonii Północnej U-21.

## Kariera klubowa
Karierę piłkarską rozpoczął w KF Vëllazërimi 77, w którym grał do 2021 roku.
W najwyższej lidze macedońskiej zadebiutował 20 marca 2021 w przegranym pojedynku 0:1 z Akademiją Pandew, mając niecałe 21 lat, podczas meczu 24. kolejki Prwej makedonskiej fudbałskej ligi. 8 lipca 2021 w zremisowanym meczu Strugi z Lipawą strzelił w 90+3. minucie swoją pierwszą bramkę w najwyższej lidze macedońskiej.
W rozgrywkach pucharowych UEFA zadebiutował 8 lipca 2021 w wyjazdowym zremisowanym (1:1) meczu Strugi z Lipawą. Wystąpił także w spotkaniu rewanżowym, które Struga przegrała 1:4, przez co odpadła z rozgrywek. To były jego jedyne mecze eliminacji Ligi Europy rozegrane w Strudze.
1 lipca 2022 podpisał kontrakt z albańskim klubem KF Tirana. Dotychczas zagrał w tym klubie w 3 meczach (1 ligowy i 2 pucharowe). Debiut w klubie zaliczył 19 sierpnia 2022 w meczu z Kukesi.

## Kariera reprezentacyjna

### Macedonia Północna U-21
Iseni zadebiutował w tej drużynie 3.06.2021r. w meczu ze Słowenią U-21 (0:3). Potem zagrał również w meczu eliminacji Mistrzostw Europy U-21 przeciwko Serbii U-21 (1:2)

## Statystyki

### Klubowe
(aktualne na dzień 18 listopada 2022)
Uwaga! Brak informacji o zawodnikach grających w pucharze Macedonii Północnej.
| Klub               | Sezon              | Liga                           | Liga  | Liga   | Puchar krajowy | Puchar krajowy | Kontynentalne | Kontynentalne | Suma  | Suma   |
| Klub               | Sezon              | Liga                           | Mecze | Bramki | Mecze          | Bramki         | Mecze         | Bramki        | Mecze | Bramki |
| ------------------ | ------------------ | ------------------------------ | ----- | ------ | -------------- | -------------- | ------------- | ------------- | ----- | ------ |
| FK Velazerimi 77   | ?                  | ?                              | ?     | ?      | ?              | ?              | –             | –             | ?     | ?      |
| FK Velazerimi 77   | Łącznie            | Łącznie                        | ?     | ?      | ?              | ?              | ?             | ?             | ?     | ?      |
| FK Struga          | 2020/21            | Prwa makedonska fudbałska liga | 7     | 0      | ?              | ?              | –             | –             | 9     | 0      |
| FK Struga          | 2021/22            | Prwa makedonska fudbałska liga | 9     | 1      | ?              | ?              | 2             | 0             | 17    | 0      |
| FK Struga          | Łącznie            | Łącznie                        | 16    | 1      | ?              | ?              | 2             | 0             | 18    | 1      |
| KF Tirana          | 2022/23            | Kategoria Superiore            | 1     | 0      | 2              | 0              | 0             | 0             | 3     | 0      |
| KF Tirana          | Łącznie            | Łącznie                        | 1     | 0      | 2              | 0              | 0             | 0             | 3     | 0      |
| Łącznie w karierze | Łącznie w karierze | Łącznie w karierze             | 17    | 1      | 2              | 0              | 2             | 0             | 21    | 1      |

### Reprezentacyjne
(aktualne na dzień 18 listopada 2022)
Zawodnik nie wystąpił jeszcze w reprezentacji seniorskiej swojego kraju.

## Osiągnięcia

### Klubowe
(aktualne na dzień 20 listopada 2022)
- Brak szczególnych osiągnięć.